# Peitz
Peitz (Nedersorbisch: Picnjo) is een gemeente in de Duitse deelstaat Brandenburg, en maakt deel uit van de Landkreis Spree-Neiße.
Peitz telt 4.372 inwoners.